# NGC 7250
NGC 7250 је спирална галаксија у сазвежђу Гуштер која се налази на NGC листи објеката дубоког неба.
Деклинација објекта је + 40° 33' 47" а ректасцензија 22h 18m 17,7s. Привидна величина (магнитуда) објекта NGC 7250 износи 12,6 а фотографска магнитуда 13,2. NGC 7250 је још познат и под ознакама UGC 11980, MCG 7-45-24, MK 907, CGCG 530-22, IRAS 22161+4018, PGC 68535.